# Ringgold (Georgia)
Ringgold – miasto w Stanach Zjednoczonych, w stanie Georgia, siedziba administracyjna hrabstwa Catoosa.

## Demografia
W roku 2010 miasto zamieszkiwało 3580 osób, a gęstość zaludnienia wynosiła 290,8 osoby/km². W roku 2023 liczba mieszkańców spadła do 3435 osób, a gęstość zaludnienia do 279 osób/km². Na przestrzeni 13 lat zaludnienie Ringgold zmniejszyło się o 4,05%.